# گژگوش (استان کویافسکو-پومورسکی)
گژگوش (لهستانی: Grzegorz؛ ‏ [ˈɡʐɛɡɔʂ]) یک روستا در لهستان است که در گمینا خومژا واقع شده‌است.